# Coal Run Village
Coal Run Village è un comune degli Stati Uniti d'America, situato nello Stato del Kentucky, nella contea di Pike.